# Condado de Washington (Virginia)
El condado de Washington (en inglés: Washington County), fundado en 1776, es uno de 95 condados del estado estadounidense de Virginia. En el año 2000, el condado tenía una población de 51 103 habitantes y una densidad poblacional de 16 personas por km². La sede del condado es Abingdon.

## Geografía
Según la Oficina del Censo, el condado tiene un área total de 1466 km² (566 mi²), de la cual 1458 km² (562,9 mi²) es tierra y 8 km² (3,1 mi²) (0.55%) es agua.

### Condados adyacentes
- Condado de Smyth (noreste)
- Condado de Grayson (este-sureste)
- Condado de Johnson (Tennessee) (sureste)
- Condado de Sullivan (Tennessee) (suroeste)
- Ciudad de Bristol (suroeste)
- Condado de Scott (oeste)
- Condado de Russell (noroeste)

## Demografía
Según el censo de 2000, los ingresos medios por hogar en el condado eran de $32,742, y los ingresos medios por familia eran $40,162. Los hombres tenían unos ingresos medios de $30,104 frente a los $21,307 para las mujeres. La renta per cápita para el condado era de $18,350. Alrededor del 10.90% de la población estaban por debajo del umbral de pobreza.

## Localidades
- Abingdon
- Damascus
- Glade Spring
- Saltville

### No incorporadas
- Emory-Meadowview
- Mendota